# Брілліант Дадашова
Брілліант Сулейман кизи Дадашова (азерб. Brilliant Süleyman qızı Dadaşova; нар. 15 вересня 1965, Баку, Азербайджан) — азербайджанська естрадна співачка, піаністка і телеведуча, народна артистка Азербайджану (2008).

## Життя і творчість
Брілліант Дадашова народилася в Баку в сім'ї архітектора і гармоністки. Свою музичну кар'єру вона розпочала 1983 року з піснями композитора Ельдара Мансурова, а 1986 року Брілліант стала солістом естрадно-симфонічного оркестру Азербайджанського телебачення і радіо та в тому ж році записала в дуеті з музикантом Акіфом Ісламзаде пісню «Все чудово у житті» (азерб. «Hər şey gözəldir həyatda»), яка стала хітом 1986 року в Азербайджані.
1987 році Дадашова перемогла на Всесоюзному конкурсі естрадних співаків, після якого випустила альбом з народних пісень, а навесні 1989 року виконала відому пісню «Bayatilar» Ельдара Мансурова. З народженням дитини вона залишила 1990 року сцену і повернулася на естраду через два роки. Після розпаду СРСР і з набуттям Азербайджаном незалежності Брілліант Дадашова стала першою співачкою, яка представила Азербайджан у Росії, виступивши з сольними концертами в Москві і Санкт-Петербурзі. 1994 року вийшов у світ музичний ролик Дадашевої на пісню «Зулейха», який успішно транслювався на каналах Азербайджану, Росії, Казахстану та інших країн. 1995 року Брілліант Дадашова випустила черговий музичний альбом «Seveceyem», куди увійшли пісні виключно композитора Джаваншира Гулієва. 1997 року Брілліант Дадашова отримала звання «Заслужений артист». Того ж року взяла участь у азербайджано-норвезькому музичному проєкті, де виконала пісні з хором Норвегії «Skruk».
1999 року її обрали в органи муніципалітету Сабаїльського району міста Баку.
2004 року її пісня «Вокаліз» (вокальна імпровізація 2001 року на теми азербайджанських народних мелодій, а також музичної композиції «Норузу» Вагіфа Гарайзаде) стала об'єктом суперечки після того, як її нібито виконала вірменська співачка Вардухі Варданян, яку звинуватили в порушенні авторських прав. Варданян жорстоко заперечувала звинувачення і стверджувала, що пісня є традиційною вірменською народною піснею.
2008 року Брілліант вела передачу «Men sənətkaram» («Я корифей») на азербайджанському каналі «Lider TV».
Указом президента Азербайджану Ільхама Алієва від 17 вересня 2008 року Брілліант Дадашовій було присвоєно звання «Народна артистка Азербайджану».

## Родина
1988 року Дадашова вийшла заміж за Адалята Гаджиєва, а на початку 1990 року народила сина Джахада.
Дадашова є племінницею азербайджанського актора Меліка Дадашова.

## Дискографія
- 2008 — Masal Dunyam
- 2015 — Menim Dünyam[8]